# Linn Söderholm
Linn Söderholm (* 5. Mai 1996) ist eine schwedische Leichtathletin, die im Mittelstrecken- und Hindernislauf an den Start geht.

## Sportliche Laufbahn
Erste internationale Erfahrungen sammelte Linn Söderholm im Jahr 2015, als sie bei den Junioreneuropameisterschaften im heimischen Eskilstuna mit 2:12,56 min in der ersten Runde im 800-Meter-Lauf ausschied. 2017 belegte sie bei den U23-Europameisterschaften in Bydgoszcz mit 4:18,88 min den vierten Platz im 1500-Meter-Lauf und im Dezember gelangte sie bei den Crosslauf-Europameisterschaften in Šamorín nach 22:24 min Rang 43 im U23-Rennen. 2019 startete sie über 1500 m bei der Sommer-Universiade in Neapel und klassierte sich dort mit 4:21,40 min auf dem neunten Platz. 2020 siegte sie in 4:13,04 min beim Sollentuna GP und Ende August siegte sie in 9:50,17 min über 3000 m Hindernis beim Göteborg Friidrott GP. 2022 schied sie bei den Europameisterschaften in München mit 9:57,53 min im Vorlauf über die Hindernisse aus und im Jahr darauf gelangte sie bei der 1. Liga der Team-Europameisterschaft im Rahmen der Europaspiele in Chorzów mit 10:07,72 min auf Rang elf. 2024 wurde sie bei den Europameisterschaften in Rom mit 9:54,14 min 16. und im Jahr darauf verpasste sie bei den Halleneuropameisterschaften in Apeldoorn mit 9:15,92 min den Finaleinzug im 3000-Meter-Lauf.
In den Jahren 2019, 2021 und 2022 wurde Söderholm schwedische Meisterin im 3000-Meter-Hindernislauf sowie 2024 im 5000-Meter-Lauf. Zudem wurde sie 2025 Hallenmeisterin über 1500 und 3000 Meter.

## Persönliche Bestleistungen
- 1500 Meter: 4:10,27 min, 23. August 2020 in Stockholm
  - 1500 Meter (Halle): 4:21,19 min, 3. Februar 2018 in Sätra
- Meile: 4:31,24 min, 21. August 2024 in Borås
- 3000 Meter: 9:06,04 min, 19. Juni 2021 in Cluj-Napoca
  - 3000 Meter (Halle): 8:55,24 min, 9. Februar 2025 in Espoo
- 5000 Meter: 15:38,14 min, 30. Juni 2024 in Uddevalla
- 2000 m Hindernis: 6:22,10 min, 5. Mai 2024 in Pliezhausen
- 3000 m Hindernis: 9:34,62 min, 7. Juni 2024 in Rom